# جورج وايز (لاعب اتحاد الرغبي)
جورج وايز (بالإنجليزية: George Wise)‏ هو لاعب اتحاد الرغبي نيوزيلندي، ولد في 12 مايو 1904 في دنيدن في نيوزيلندا، وتوفي في 1 سبتمبر 1971.